# Psychotria saltatrix
Psychotria saltatrix är en måreväxtart som beskrevs av Charlotte M. Taylor. Psychotria saltatrix ingår i släktet Psychotria och familjen måreväxter. Inga underarter finns listade i Catalogue of Life.